# Harold és a lila varázskréta
A Harold és a lila varázskréta (eredeti címén Harold and the Purple Crayon) amerikai televíziós rajzfilmsorozat, amely Crockett Johnson Harold and the Purple Crayon című könyvei alapján készült. Amerikában 2001 és 2002 között az HBO vetítette. Magyarországon az RTL Klub sugározta, és a TV2 adta le.

## Ismertető
A történet főhőse, egy kék pizsamás, kis kopasz gyerek, akinek van egy lila színű zsírkrétája. Ezzel a zsírkrétával, amit megrajzol az valóra váll neki. Este indul el világot látni a zsírkrétájával. Útja során, sok mindent megrajzol, amit szeretne és sok új barátot is rajzol. Éjszaka a lefekvés idejére haza ér, anyukája betakarja és a zsírkrétáját ledobja az ágya mellé, a padlóra.

## Szereplők
- Harold — A főhős, aki egy nagyon okos gyerek, és valóra váltja a képzeleteit.